# فرانكو دي روزا
فرانكو دي روزا (بالإيطالية: Franco De Rosa)‏ هو ممثل إيطالي، ولد في 16 يوليو 1944 في إيطاليا.

## وصلات خارجية
- فرانكو دي روزا على موقع IMDb (الإنجليزية)
- فرانكو دي روزا على موقع ألو سيني (الفرنسية)
- فرانكو دي روزا على موقع قاعدة بيانات الأفلام السويدية (السويدية)
- فرانكو دي روزا على موقع قاعدة بيانات الفيلم (الإنجليزية)
- فرانكو دي روزا على موقع كينوبويسك (الروسية)